# Radu Drăgușin
Radu Drăgușin, né le 3 février 2002 à Bucarest en Roumanie, est un footballeur international roumain qui évolue au poste de défenseur central au Tottenham Hotspur.

## Biographie
Radu Drăgușin est issu d'une famille de sportifs. Sa mère Svetlana a pratiqué le basket-ball, un sport que Radu a également exercé étant jeune avant de se concentrer sur le football. Son père a joué au volley-ball et sa sœur Meira fait également du basket-ball.

### Juventus
Né à Bucarest en Roumanie, Radu Drăgușin est formé au Sport Regal, club satellite de l'Atlético de Madrid à Bucarest,.
En 2018, alors qu'il est vu comme un des jeunes défenseurs les plus prometteurs de son âge, il attire la convoitise de clubs comme le Paris Saint-Germain ou l'Atlético, c'est finalement la Juventus qui parvient à le recruter,, pour un transfert de 250 mille euros.
En octobre 2019, à 17 ans, il est appelé par Maurizio Sarri pour intégrer pour la première fois l'équipe première à l'entraînement. Convoqué par Andrea Pirlo avec les professionnels turinois en novembre 2020, il fait ses débuts avec la Juventus le 2 décembre 2020 en Ligue des champions, entrant en jeu à la 69e minute du match gagné 3-0 contre le Dynamo Kiev. Il remplace Merih Demiral et son équipe s'impose par trois buts à zéro. Il fait sa première apparition en Serie A le 13 décembre 2020 face au Genoa CFC. Il entre en jeu à la place de Matthijs de Ligt lors de cette rencontre remportée par son équipe sur le score de trois buts à un.
Le 9 avril 2021, il prolonge son contrat jusqu'en 2025 avec la Juventus.

### Prêts
Le 31 août 2021, dernier jour du mercato estival, Radu Drăgușin est prêté par la Juventus à la Sampdoria Gênes pour une saison.
En janvier 2022 la Sampdoria demande la résiliation du prêt de Drăgușin. Le défenseur est alors prêté dans la foulée à l'US Salernitana.

### Genoa CFC
Le 14 juillet 2022, Radu Drăgușin rejoint le Genoa CFC sous la forme d'un prêt d'une saison avec option d'achat.
Le 25 janvier 2023, il est définitivement acheté par son club, la clause de rachat automatique ayant été déclenchée, ayant déjà atteint les 36 points avec Genoa et le nombre minimum d'apparitions prédéterminées au cours de la saison. L'obligation d'achat intervient pour environ 5,5 millions d'euros plus environ 1,8 million de primes conditionnelles en fin de saison. Drăgușin inscrit son premier but pour le Genoa le 19 février 2023, à l'occasion d'une rencontre de championnat face au Modène FC. Titulaire, il ouvre le score sur un service de Mattia Aramu mais les deux équipes se séparent sur un match nul de deux partout.

### Tottenham Hotspur
Le 11 janvier 2024, il rejoint  le Tottenham Hotspur pour 5 ans et pour un montant de 30 millions d'euros.
Drăgușin fait ses débuts en Premier League le 14 janvier, entrant en jeu à la 85e minute à la place d’Oliver Skipp lors d’un match nul 2–2 contre Manchester United. Il dispute son premier match en tant que titulaire pour Tottenham lors d’une défaite 3–0 à l’extérieur contre le Fulham, le 16 mars.
Le 26 septembre 2024, Drăgușin est expulsé sept minutes après le début de son premier match en Ligue Europa, lors d'une victoire 3–0 contre le Qarabağ lors de la première journée de la phase de ligue. Le 30 janvier 2025, il subit une blessure au ligament croisé antérieur du genou droit lors d’un match de Ligue Europa contre l'Elfsborg, il est annoncé indisponible pour 6 mois.

### En sélection nationale
Déjà international dans toutes les catégories de jeunes roumaines, Drăgușin est convoqué une première fois par Adrian Mutu en août 2020 en équipe de Roumanie espoirs pour les qualifications à l'Euro espoirs, faisant ses débuts en entrant en jeu contre la Finlande le 4 septembre 2020 (victoire 1-3 des Roumains),.
Malgré son jeune âge (18 ans alors), Drăgușin fait déjà partie des titulaires en puissance de cette sélection roumaine qui parviendra à se qualifier à l'Euro espoirs pour la troisième fois de son histoire.
Radu Drăgușin est appelé dans l'équipe senior de Roumanie pour la première fois en mars 2022, il fait ses débuts le 25 de ce mois et fait ses débuts en entrant à la 88e minute lors d'une défaite 0-1 contre la Grèce.
Il est retenu dans la liste des 26 joueurs roumains du sélectionneur Edward Iordănescu pour participer à l'Euro 2024.

## Palmarès

### En club
Juventus FC
- Coupe d'Italie
  - Vainqueur : 2021.
- Supercoupe d'Italie
  - Vainqueur : 2020.

 Tottenham Hotspur
- Ligue Europa
  - Vainqueur : 2025.

### Distinction individuelle
- Élu Footballeur roumain de l'année en 2023[30]